# Rieth
Rieth è un quartiere della città tedesca di Erfurt.